# Совєтська сільська рада (Куртамиський район)
Совє́тська сільська рада (рос. Советский сельский совет) — сільське поселення у складі Куртамиського району Курганської області Росії.
Адміністративний центр — село Совєтське.
25 жовтня 2017 року до складу сільського поселення була включена територія (175,16 км²) ліквідованої Угловської сільської ради (село Углове, присілки Борок, Новонікольська).
Населення сільського поселення становить 1448 осіб (2017; 1558 у 2010, 2269 у 2002).

## Склад
До складу сільського поселення входять:
| Населений пункт          | Населення, осіб (2002) | Населення, осіб (2010) |
| ------------------------ | ---------------------- | ---------------------- |
| Борок, присілок          | 164                    | 70                     |
| Добровольне, присілок    | 142                    | 112                    |
| Комінтерн, присілок      | 167                    | 103                    |
| Красна Звєзда, присілок  | 184                    | 68                     |
| Новонікольська, присілок | 65                     | 7                      |
| Рясово, присілок         | 52                     | 6                      |
| Совєтське, село          | 1271                   | 1096                   |
| Углове, село             | 224                    | 96                     |